# 米津町 (浜松市)
米津町（よねづちょう）は静岡県浜松市中央区の町名。丁番を持たない単独町名である。住居表示未実施。

## 地理
浜松市中央区の南部、新津地区の中部に位置する。東で法枝町・卸本町・田尻町、西で堤町及び倉松町、北で新橋町と接する。なお、六軒地区は飛地となっている。

### 海
- 太平洋（遠州灘）

### 河川
- 屋島川
- 鯨川

### 学区
小学校・中学校の学区は以下の通りである。
- 浜松市立新津小学校（国道1号線以北（34～37番地、258～379番地及び393～2499番地））
- 浜松市立砂丘（すなおか）小学校（国道1号線以南（1～33番地、38～257番地、380～392番地及び2500番地以降））
- 浜松市立新津中学校

## 歴史

### 町名の由来
米津の「津」は湊・船だまりと考えられ、地元の人は「昔、ここから米を海上輸送していたから米津と呼ぶようになった」と話している。。

### 沿革
- 1889年（明治22年）4月1日 - 町村制施行。米津村は周辺の村と合併し、敷知郡新津村大字米津となる[書籍 1]。
- 1896年（明治29年）4月1日 - 郡制の施行により新津村の所属郡が浜名郡に変更となる[書籍 2]。
- 1951年（昭和26年）3月23日 - 新津村が浜松市に編入される。
- 1952年（昭和27年） - 浜松市大字米津から浜松市米津町に住所表記を変更する[書籍 3]。
- 1992年（平成4年）4月1日 - 国道1号以南のエリアの小学校区が新津小学校から砂丘小学校へ変更となる[書籍 4]。
- 2007年（平成19年）4月1日 - 浜松市が政令指定都市となる。米津町は南区の一部となる。
- 2024年（令和6年）1月1日 - 浜松市の行政区再編により、米津町は中央区の一部となる。

## 施設
- 静岡県立浜松南高等学校
- ASTI本社・本社工場
- 協栄製作所浜松西事業所
- ENEOS浜松中田島上りTS（ENEOSウイングが運営）
- 臨済宗方広寺派瑞華山安泉寺
- 神明神社

## 交通

### 道路
- 国道1号（浜松バイパス）[書籍 5]
- 静岡県道316号舞阪竜洋線（掛舞線）[書籍 6]
- 静岡県道317号米津東若林線[書籍 7]
- 浜松市道森田米津線（請願道路）[書籍 8][WEB 9][WEB 10]
- 浜松市道新橋中田島線（さざんか通り）[書籍 9][WEB 8][WEB 9][WEB 10]
- 浜松市道米津52号線（六軒通り）[WEB 9][WEB 10]
- 浜松市道米津75号線（寺宮前通り）[WEB 9][WEB 10]
- 浜松市道米津97号線（米津本通り、松林通り）[WEB 9][WEB 10]

## その他

### 警察
警察の管轄区域は以下の通りである。
| 番・番地等 | 警察署         | 交番・駐在所   |
| ---------- | -------------- | -------------- |
| 全域       | 浜松中央警察署 | 可美公園前交番 |
| 全域       | 浜松中央警察署 | 卸本町駐在所   |

### 消防
消防の管轄区域は以下の通りである。
| 番・番地等 | 消防署   | 本署/出張所 |
| ---------- | -------- | ----------- |
| 全域       | 南消防署 | 本署        |

### 書籍
1. ↑  『浜松市史 三』浜松市役所、1980年3月26日、176頁。
2. ↑  『わが町文化誌 潮かおる浜の里』浜松市新津公民館活動推進委員会、1995年3月16日、42頁。
3. ↑  『わが町文化誌 潮かおる浜の里』浜松市新津公民館活動推進委員会、1995年3月16日、60頁。
4. ↑  『わが町文化誌 しらわき 川と海に育まれて』浜松市白脇公民館活動推進委員会、1996年12月25日、184頁。
5. ↑  『わが町文化誌 潮かおる浜の里』浜松市新津公民館活動推進委員会、1995年3月16日、130,131頁。
6. ↑  『わが町文化誌 潮かおる浜の里』浜松市新津公民館活動推進委員会、1995年3月16日、129頁。
7. ↑  『わが町文化誌 潮かおる浜の里』浜松市新津公民館活動推進委員会、1995年3月16日、129,130頁。
8. ↑  『わが町文化誌 潮かおる浜の里』浜松市新津公民館活動推進委員会、1995年3月16日、131,132頁。
9. ↑  『わが町文化誌 潮かおる浜の里』浜松市新津公民館活動推進委員会、1995年3月16日、132頁。

### WEB
1. ↑  “h02_22.csv”.   総務省 (2022年2月10日). 2024年8月7日閲覧。
2. ↑  “chuouku_menseki.xlsx”.   浜松市 (2024年3月12日). 2024年8月7日閲覧。
3. ↑  “静岡県 浜松市中央区 米津町の郵便番号 - 日本郵便”.   日本郵便. 2025年2月15日閲覧。
4. ↑  “市外局番の一覧”.   総務省 (2022年3月1日). 2024年8月7日閲覧。
5. ↑  “事業所案内及び管轄地域（事務所3件、分室3件）”.   一般社団法人静岡県自動車会議所. 2024年8月7日閲覧。
6. ↑  “住居表示実施状況／浜松市”.   浜松市 (2024年1月4日). 2024年8月7日閲覧。
7. ↑  “学校名から探す／浜松市”.   浜松市 (2024年1月1日). 2024年8月7日閲覧。
8. 1 2  “shindu-map-5p.pdf”.   浜松市新津協働センター (2024年8月5日). 2024年8月7日閲覧。
9. 1 2 3 4 5  “shindu-map-4p.pdf”.   浜松市新津協働センター (2024年8月5日). 2024年8月7日閲覧。
10. 1 2 3 4 5  “shindu-map-3p.pdf”.   浜松市新津協働センター (2024年8月5日). 2024年8月7日閲覧。
11. ↑  “可美公園前交番｜静岡県警察”.   静岡県警察 (2024年4月1日). 2024年8月7日閲覧。
12. ↑  “卸本町駐在所｜静岡県警察”.   静岡県警察 (2024年4月1日). 2024年8月7日閲覧。
13. ↑  “消防署の町別管轄「よ」／浜松市”.   浜松市 (2023年4月3日). 2024年8月7日閲覧。